# Dusona kamathi
Dusona kamathi là một loài tò vò trong họ Ichneumonidae.